# Cher (megye)
Cher (IPA: [ʃɛʁ]; a helyi dialektus szerint: Char) a 83 eredeti département egyike, amelyeket a francia forradalom alatt 1790. március 4-én hoztak létre.

## Elhelyezkedése
Franciaország középső részén, Centre-Val de Loire régiójában található megyét keletről Nièvre, délről Allier és Creuse, nyugatról Indre és Loir-et-Cher, északról pedig Loiret megyékkel szomszédos.

## Települések
A megye legnagyobb városai 2010-ben:
| Település              | Népesség |
| ---------------------- | -------- |
| Bourges                | 66 602   |
| Vierzon                | 26 946   |
| Saint-Amand-Montrond   | 10 761   |
| Saint-Doulchard        | 9 197    |
| Mehun-sur-Yèvre        | 6 820    |
| Saint-Florent-sur-Cher | 6 608    |
| Aubigny-sur-Nère       | 5 769    |
| Saint-Germain-du-Puy   | 4 830    |
| Dun-sur-Auron          | 4 440    |
| Sancoins               | 3 309    |

## Galéria

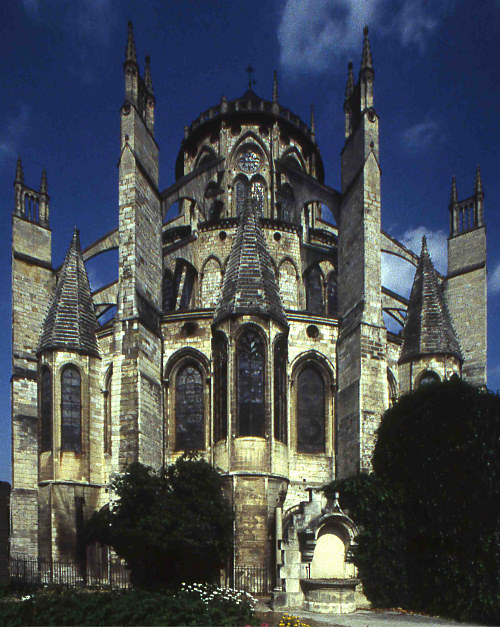
Bourges
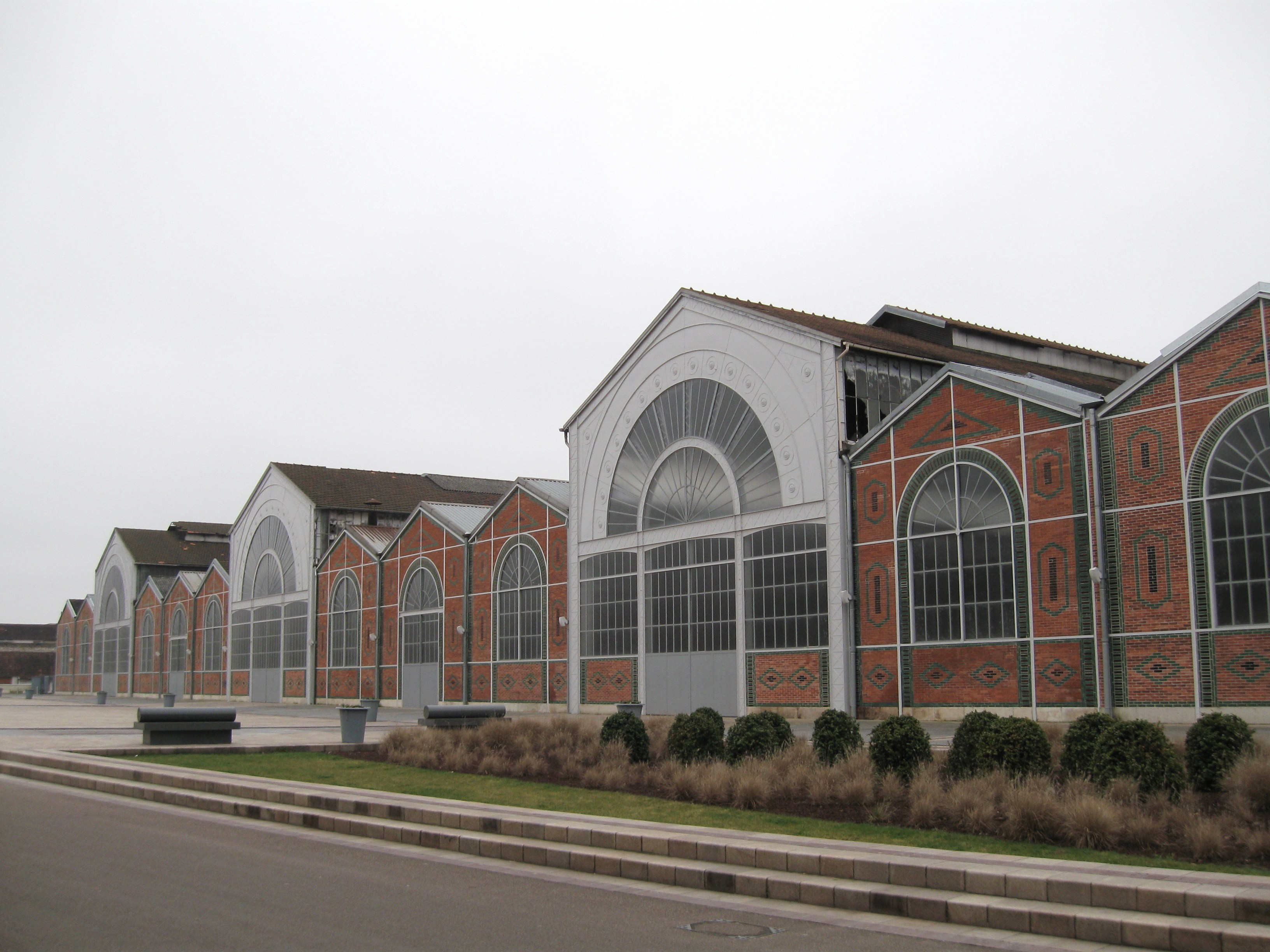
Vierzon
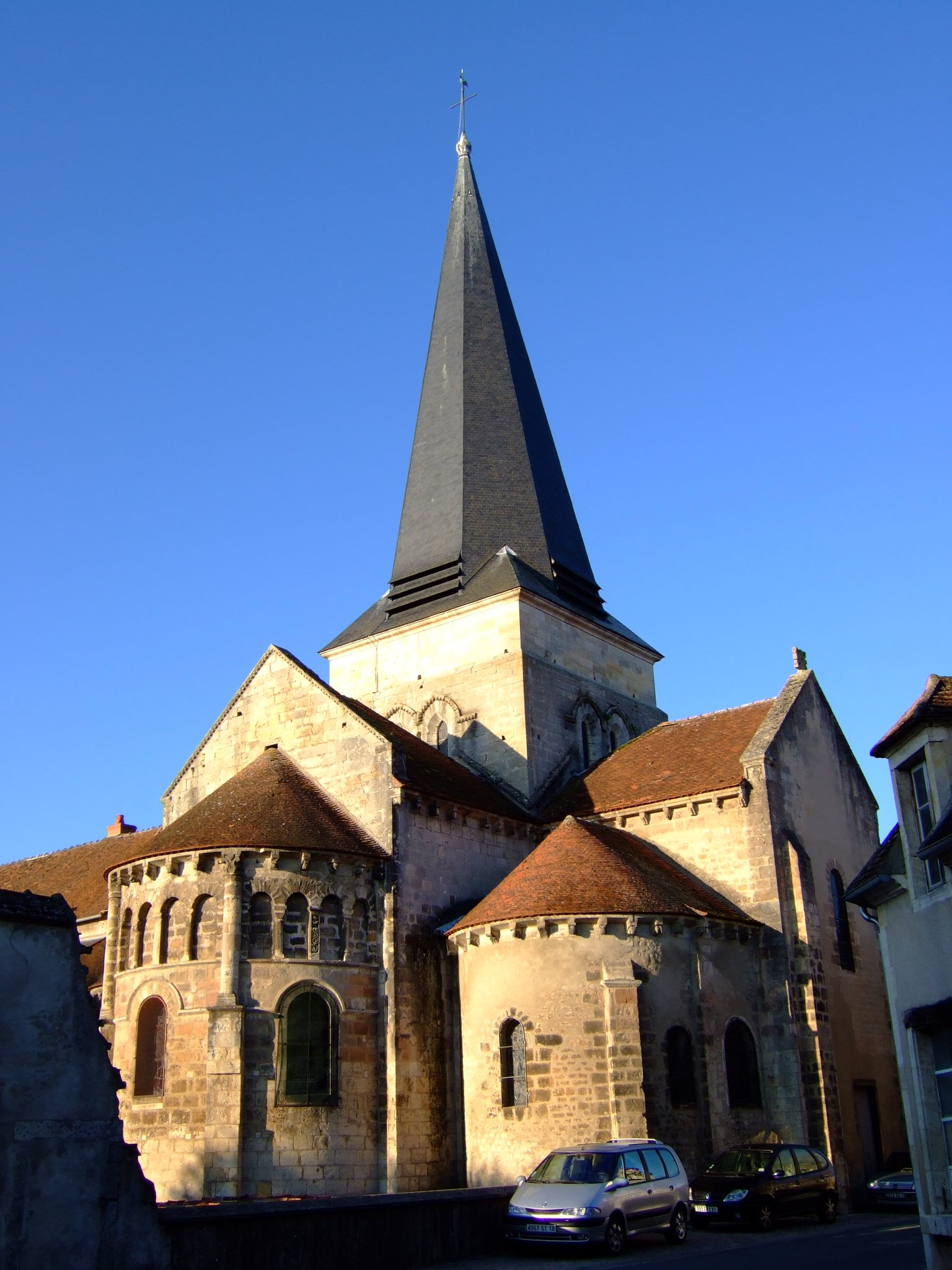
Saint-Amand-Montrond
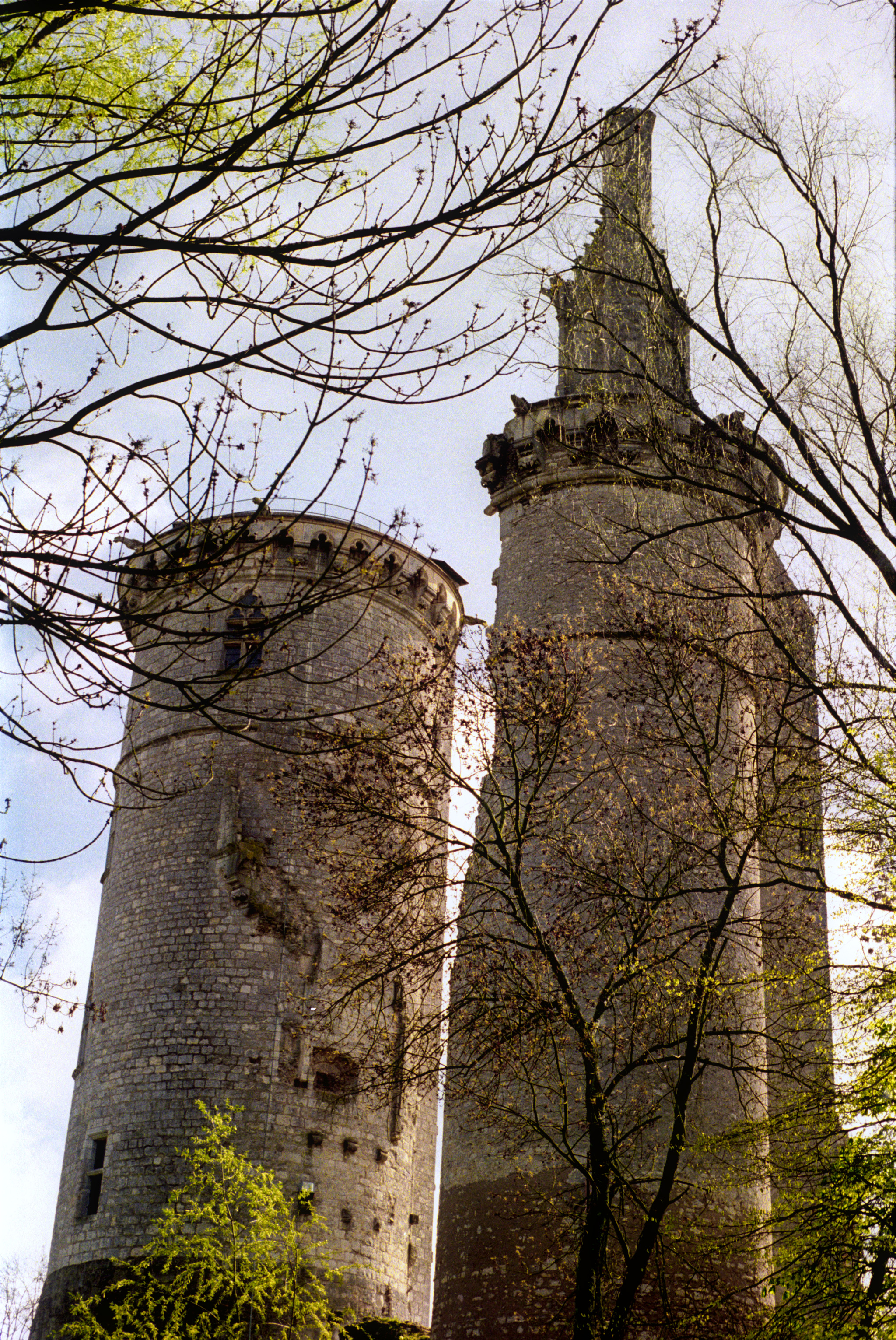
Mehun-sur-Yèvre